# Tanker
Tanker je ladja, ki je namenjena transportu tekočin. Največkrat tankerji prevažajo surovo nafto iz držav, ki črpajo nafto, do držav potrošnic. Največji tankerji se imenujejo supertankerji. Poznamo več tipov tankerjev vključno z naftnimi tankerji, kemičnimi tankerji in nosilce plina. Tanki prav tako prenašajo rastlinska olja, melaso ali vino. V vojni mornarici ZDA se tankerje uporablja predvsem za napolnitev ladij z gorivom ali pa uporabijo tako kot večina mornaric preskrbovalne tankerje.

## Klasifikacija tankerjev
Leta 1954 je Shell Oil uveljavil (AFRA) sistem klasifikacije za tankerje različne velikosti.
Sprva so bile kategorije: splošni (ang. General Purpose) do nosilnosti 25.000 ton, srednji 25.000–45.000 ton  in veliki nad 45.000 ton nosilnosti. Sprva se je za nosilnost – DWT (ang. Deadweight tonnage) uporabljalo dolge tone (long tons) - 1016 kg, danes se večinoma uporablja metrske tone (1000 kg). Nosilnost je sicer tovorna zmogljivost ladje in vsebuje težo tovora, težo goriva za motorje in druge stvari, ki se jih natovori na ladjo.
V sedemdesetih so postali tankerji dosti večji, zato so uvedli nove razrede.
- 10,000–24,999: Splošni tanker (General Purpose tanker)
- 25,000–54,999: Srednji tanker (Medium Range tanker)
- 55,000–79,999: Long Range 1 (LR1)
- 80,000–159,999: Long Range 2 (LR2)
- 160,000–319,999: Very Large Crude Carrier (VLCC)
- 320,000–549,999: Ultra Large Crude Carrier (ULCC)

| Razred            | Dolžina            | Širina          | Ugrez            | Min. nosilnost (DWT) | Maks. nosilnost (DWT) |
| ----------------- | ------------------ | --------------- | ---------------- | -------------------- | --------------------- |
| Seawaymax         | 226 m (741 ft)     | 24 m (79 ft)    | 7,92 m (26,0 ft) | 10.000               | 60.000                |
| Panamax           | 228,6 m (750 ft)   | 32,3 m (106 ft) | 12,6 m (41 ft)   | 60.000               | 80.000                |
| Aframax           | 253,0 m (830,1 ft) | 44,2 m (145 ft) | 11,6 m (38 ft)   | 80.000               | 120.000               |
| Suezmax           |                    |                 | 16 m (52 ft)     | 120.000              | 200.000               |
| VLCC (Malaccamax) | 470 m (1.540 ft)   | 60 m (200 ft)   | 20 m (66 ft)     | 200.000              | 315.000               |
| ULCC (razred T1)  |                    |                 |                  | 320.000              | 550.000               |

Okrog 380 tankerjev je med 279.000 in 320.000 ton nosilnosti (VLCC velikosti), in so najbolj popularni. Samo 7 tankerjev je večjih. Okrog 90 jih je med 220.000 in 279.000 tonami nosilnosti